# 王鸾 (后赵)
王鸾（？—349年），五胡十六国后赵人物。
王鸾官至武卫将军。349年，王鸾和姚弋仲、蒲洪、刘宁以及征虏将军石闵等人在讨伐梁犊之后的归途中，和彭城王石遵在李城相遇。他们一起劝说石遵，殿下年长而且德才兼备，先帝石虎曾有意让殿下当继承人。正因他晚年昏惑，被张豺所欺。现在京师的守卫力量空虚，建议他讨伐张豺而夺位。石遵听从了，于是夺得皇帝之位。左卫将军王鸾和中书令孟准劝石遵应该逐渐剥夺石闵的兵权，石闵越发心怀不满。孟准等人全都劝说石遵把石闵杀掉。十一月，石闵用了义阳王石鉴，杀死石遵，同时杀了王鸾以及郑太后、张后、太子石衍、孟准、上光禄张斐。